# Тигнор, Роберт
Роберт (Боб) Л. Тигнор (англ. Robert (Bob) L. (Lee) Tignor; 20 ноября 1933[…], Филадельфия, Пенсильвания — 9 декабря 2022, Принстон, Нью-Джерси) — американский историк, египтолог и африканист, исследователь британского колониализма и его последствий, специалист по глобальной истории и современной истории Египта, Нигерии и Кении. Доктор философии (1960).
Именной профессор (эмерит) Принстона, с которым была связана вся его карьера.
Окончил с отличием Вустерский колледж (бакалавр, 1955); Phi Beta Kappa. Степени магистра (1956) и доктора философии получил в Йеле. В 1960 году поступил в штат Принстона на кафедру истории, с которым затем была связана вся его карьера.
Станет именным профессором (Rosengarten Professor) современной и новейшей истории Принстона (эмерит с 2006), на протяжении 14 лет заведовал кафедрой истории. Проводя исследования, жил в Судане, Нигерии, Египте, Англии и Кении. Его супруга пережила его на несколько дней (ум. 15 декабря). Сын умер в 2003 году. Остались брат, сестры и дочери, а также внуки. Болел за Philadelphia 76ers.
Первоначально египтолог, набиравший академический «вес» в области истории Ближнего Востока, с подачи тогдашнего (в середине 1960-х годов) принстонского завкафедрой Jerome Blum Тигнор возьмется читать первые в Принстоне курсы по истории Африки. (Впоследствии он будет директором принстонской программы по африканистике с 1970 по 1979.) В середине 1990-х годов он начал масштабный совместный проект с коллегами по кафедре, именными профессорами Питером Брауном, Gyan Prakash, Jeremy Adelman и др., результатом которого стала двухтомная история мира, называемая определяющим научным трудом в этой области и ведущим учебником по глобальной истории для колледжей, «Worlds Together, Worlds Apart: A History of the Modern World: 1300 to the Present» (Norton, 2002).
Автор семи крупных монографий и двухтомной истории мира. Выпустил первую интеллектуальную биографию экономиста Артура Льюиса.

## Книги
- «Modernization and British Colonial Rule in Egypt, 1882—1914» (Princeton University Press, 1966) {Рец.}
- «Egypt and the Sudan» (1967)
- «The Colonial Transformation of Kenya» (1976)
- «The Political Economy of Income Distribution in Egypt» (1982)
- «State, Private Enterprise, and Economic Change in Egypt, 1918—1952» (1984) {Рец.}
- «Egyptian Textiles and British Capital, 1930—1956» (1989)
- «Capitalism and Nationalism at the End of Empire: State and Business in Decolonizing Egypt, Nigeria, and Kenya, 1945—1963» (1998)
- Worlds Together, Worlds Apart: A History of the Modern World (2002)
- «W. Arthur Lewis and the Birth of Development Economics» (Princeton University Press, 2006) {Рец.}
- «Egypt: A Short History» (Princeton University Press, 2010)
- «Anwar al-Sadat: Transforming the Middle East» (Oxford University Press, 2016)